# San Felice a Cancello
San Felice a Cancello er en kommune i den italienske provins Caserta i Campania. Buen har 16.842(2023) indbyggere. 